# Kojonup
Kojonup ist ein Ort in der Great Southern Region von Western Australia, der 256 Kilometer südöstlich von Perth und 152 Kilometer nördlich von Albany auf dem Albany Highway gelegen ist.

## Etymologie
Man glaubt, dass das Wort Kojonup nimmt Bezug auf eine Art Steinbeil, das von den lokalen Aborigines benutzt wurde.

## Geschichte
1837 kam der Landvermesser Alfred Hillman in die Gegend. Er war der erste Europäer, der die Region erforscht hat. Die Aborigines führten ihn bis zur Kojonup-Quelle. Der Ort war eine prominente Zwischenstation auf der Landstraße nach Albany. Im Jahr 1837 wurde ein Militärstützpunkt für den Schutz der Reisenden und der Post eingerichtet.
Rund 1845 erwuchs die Außenstelle, um die nah gelegene Kaserne zu unterstützen. Heutzutage liegt die Kaserne in ihrer Ursprungslage. Sie ist eines der ältesten Gebäuden in Western Australia. Die ersten Farmen Kojonups wurden von Soldaten aufgebaut. In den späten 1860er Jahren endete die Militärpräsenz in Kojonup.
Die erste Polizeistation der Stadt wurde 1869 aufgebaut und in demselben Jahre erteilte die erste Hotellizenz.
Anfänglich war die lokale Wirtschaft auf Fällen und Transport von Sandelholz und auf die Jagd auf Kängurus gestützt. Rund Mitte der 1800er Jahre wuchs die Wolleindustrie. Um 1906 hatte der Shire 10.500 Schafe. Um 1989 hatte Kojonup rund eine Million Schafe, um geschoren zu werden.

## Sehenswertes
- Um die Wichtigkeit der Wollindustrie an der Stadtwirtschaft zu verdeutlichen, wurde im Jahre 2001 zur Feier des Australientags ein Modell eines Wollwagens gebaut[5].
- Die Stadt besitzt einen Golfclub mit 18 Löchern, einen Skatepark, ein Schwimmbad von 50 Metern und ein Australian-Football-Spielfeld
- Eine andere lokale Sehenswürdigkeit ist der Kodja Place, der ein Rosenlabyrinth besitzt, in dem man die Geschichte Kojonups zeigt.